# Simone Guerra
Simone Guerra (Plasencia, Italia, 30 de agosto de 1989) es un futbolista italiano que juega de delantero en la Juventus Next Gen de la Serie C.

## Trayectoria
El 21 de agosto de 2023 fichó por la Juventus Next Gen por una temporada.

## Estadísticas

### Clubes
Actualizado al último partido disputado el 3 de noviembre de 2024.
| Club                       | Div.          | Temporada     | Liga  | Liga  | Copas nacionales | Copas nacionales | Copas internacionales | Copas internacionales | Total | Total |
| Club                       | Div.          | Temporada     | Part. | Goles | Part.            | Goles            | Part.                 | Goles                 | Part. | Goles |
| -------------------------- | ------------- | ------------- | ----- | ----- | ---------------- | ---------------- | --------------------- | --------------------- | ----- | ----- |
| Piacenza Calcio · Italia   | 2.ª           | 2007-08       | 1     | 0     | 0                | 0                | —                     | —                     | 1     | 0     |
| Piacenza Calcio · Italia   | 2.ª           | 2008-09       | 10    | 0     | 0                | 0                | —                     | —                     | 10    | 0     |
| Piacenza Calcio · Italia   | 2.ª           | 2009-10       | 25    | 3     | 0                | 0                | —                     | —                     | 25    | 3     |
| Piacenza Calcio · Italia   | 2.ª           | 2010-11       | 30    | 2     | 1                | 0                | —                     | —                     | 31    | 2     |
| Piacenza Calcio · Italia   | 3.ª           | 2011-12       | 18    | 6     | 2                | 3                | —                     | —                     | 20    | 9     |
| Piacenza Calcio · Italia   | Total club    | Total club    | 84    | 11    | 3                | 3                | 0                     | 0                     | 87    | 14    |
| Spezia Calcio · Italia     | 3.ª           | 2011-12       | 12    | 0     | 2                | 0                | —                     | —                     | 14    | 0     |
| Spezia Calcio · Italia     | Total club    | Total club    | 12    | 0     | 2                | 0                | 0                     | 0                     | 14    | 0     |
| Virtus Entella · Italia    | 3.ª           | 2012-13       | 24    | 11    | 0                | 0                | —                     | —                     | 24    | 11    |
| Virtus Entella · Italia    | 3.ª           | 2013-14       | 14    | 4     | 5                | 0                | —                     | —                     | 19    | 4     |
| Virtus Entella · Italia    | Total club    | Total club    | 38    | 15    | 5                | 0                | 0                     | 0                     | 43    | 15    |
| Benevento Calcio · Italia  | 3.ª           | 2013-14       | 7     | 2     | —                | —                | —                     | —                     | 7     | 2     |
| Benevento Calcio · Italia  | Total club    | Total club    | 7     | 2     | 0                | 0                | 0                     | 0                     | 7     | 2     |
| F. C. Matera · Italia      | 3.ª           | 2014-15       | 13    | 0     | 0                | 0                | —                     | —                     | 13    | 0     |
| F. C. Matera · Italia      | Total club    | Total club    | 13    | 0     | 0                | 0                | 0                     | 0                     | 13    | 0     |
| Venezia F. C. · Italia     | 3.ª           | 2014-15       | 18    | 5     | —                | —                | —                     | —                     | 18    | 5     |
| Venezia F. C. · Italia     | Total club    | Total club    | 18    | 5     | 0                | 0                | 0                     | 0                     | 18    | 5     |
| Feralpisalò · Italia       | 3.ª           | 2015-16       | 25    | 7     | 3                | 5                | —                     | —                     | 28    | 12    |
| Feralpisalò · Italia       | 3.ª           | 2016-17       | 35    | 13    | 0                | 0                | —                     | —                     | 35    | 13    |
| Feralpisalò · Italia       | 3.ª           | 2017-18       | 40    | 21    | 1                | 0                | —                     | —                     | 41    | 21    |
| Feralpisalò · Italia       | 3.ª           | 2018-19       | 19    | 3     | 1                | 0                | —                     | —                     | 20    | 3     |
| L. R. Vicenza · Italia     | 3.ª           | 2018-19       | 17    | 6     | 2                | 1                | —                     | —                     | 19    | 6     |
| L. R. Vicenza · Italia     | 3.ª           | 2019-20       | 25    | 6     | 3                | 1                | —                     | —                     | 28    | 7     |
| L. R. Vicenza · Italia     | 2.ª           | 2020-21       | 12    | 0     | 2                | 0                | —                     | —                     | 14    | 0     |
| L. R. Vicenza · Italia     | Total club    | Total club    | 54    | 12    | 7                | 4                | 0                     | 0                     | 61    | 16    |
| Feralpisalò · Italia       | 3.ª           | 2020-21       | 24    | 7     | —                | —                | —                     | —                     | 24    | 7     |
| Feralpisalò · Italia       | 3.ª           | 2021-22       | 41    | 14    | 1                | 0                | —                     | —                     | 41    | 14    |
| Feralpisalò · Italia       | 3.ª           | 2022-23       | 33    | 10    | 5                | 0                | —                     | —                     | 38    | 10    |
| Feralpisalò · Italia       | 3.ª           | 2023-24       | 0     | 0     | 2                | 0                | —                     | —                     | 2     | 0     |
| Feralpisalò · Italia       | Total club    | Total club    | 217   | 75    | 13               | 5                | 0                     | 0                     | 230   | 80    |
| Juventus Next Gen · Italia | 3.ª           | 2023-24       | 38    | 17    | 2                | 1                | —                     | —                     | 40    | 18    |
| Juventus Next Gen · Italia | 3.ª           | 2024-25       | 11    | 1     | 1                | 1                | —                     | —                     | 12    | 2     |
| Juventus Next Gen · Italia | Total club    | Total club    | 49    | 18    | 3                | 2                | 0                     | 0                     | 52    | 20    |
| Total carrera              | Total carrera | Total carrera | 492   | 138   | 33               | 12               | 0                     | 0                     | 525   | 150   |